# 雒姓
雒姓是中國一個罕見姓氏，分佈較廣，人數較少。目前已知在中國山西省临县高家庄的雒家洼是一個雒姓人的聚居地。
也有一說與駱姓同源，應該是同音異字。

## 姓氏來源
1. 出自中國古代北雒河（北洛河）流域，属于以城邑为氏。該河发源于今陕西省定边县。[1]
2. 传说宋时有人名為雒陶，为雒姓之始。[1]

## 延伸阅读
[在维基数据编辑]
 《欽定古今圖書集成·明倫彙編·氏族典·雒姓部》，出自陈梦雷《古今圖書集成》